# 汀罗水库
汀罗水库，山东省利津县汀罗镇的一个水库，位于汀罗镇汀河村北与草桥沟东干流之间，由东营市水利勘测设计院设计，是利用原刁口河加宽、加深、筑堤，建闸蓄水而成。

## 历史
汀罗水库始建于1995年3月，分两期实施，于1997年11月竣工。围坝为原河道土坝，该水库的建设初衷主要用于周边农田灌溉和排涝，但在实际运行中，因该处的地下水位高、矿化度高，水库蓄水20天左右便会变成咸水，因而水库蓄水并不能用于周边农田的灌溉。通过加强农田水利基本建设基本解决周边农田灌溉问题后，水库功能的逐步萎缩。同时，利津县农业灌溉水源中的黄河客水受引黄指标限制，每年仅能满足一次灌溉。汀罗水库并没有引黄指标，无法引黄蓄水，运行中只能考虑利用雨洪水。

## 规模
汀罗水库原设计库容1007万立方米，由1#、2#、3#库组成，为围坝式半地上半地下条带式中型平原水库，围坝为均质土坝，全长12500米。后因水库功能萎缩，1#、2#库无进一步开发利用价值，山东省水利厅于2023年5月将该水库由中型降等为小（1）型，设计库容调整为235万立方米。

## 水库管理范围
根据利津县人民政府2021年5月18日发布的《利津县人民政府关于划定水库、闸门管理范围的公告》，汀罗水库管理范围坐标为：
X：4188929.416  Y：632285.289
X：4182427.030  Y：627689.447
X：4180563.458  Y：628036.240
X：4180621.102  Y：628005.452
X：4182455.822  Y：627796.398
X：4186685.191  Y：630912.060
X：4188618.820  Y：632506.835